# ウクライナの歴史
この項目では、ウクライナの歴史（ウクライナのれきし）について詳述する。

## 先史時代・古代

### 先史時代

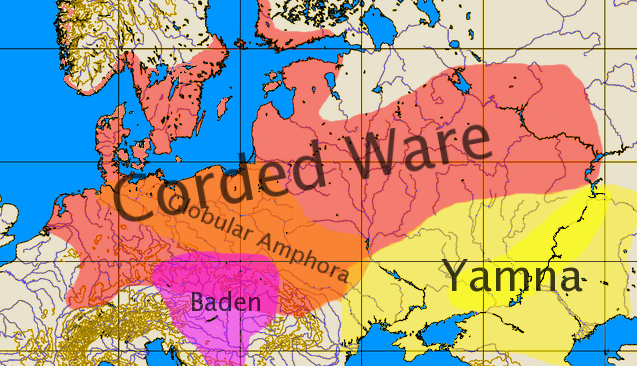
縄文土器文化
竪穴墓文化

現在のウクライナで人類が現れたのは旧石器時代初期、約30万年前である。原人段階の人類は中東からカフカス山脈とバルカン半島を経て、黒海北岸へ移動したと考えられる。12万年前から旧人（ネアンデルタール人）が登場し、4万年前に新人（クロマニョン人）が出現した。ウクライナで発見された旧石器時代後期の新人遺跡は約800があり、新人の人口は約2万であったと推測される。1万年前以後、中石器時代において欧州の気候が定まり、ウクライナでは北部の森林地帯、中部の森林草原地帯、南部の草原地帯といった気候地帯が成立した。それぞれの地帯において異なる文化圏も形成された。人類は弓矢を使い、動物を飼育することができた。紀元前6千年期から人類は農業を始め、土器や布などを作成するようになり、新石器時代に入った。ウクライナで見られる新石器時代の農耕集落跡は、東欧最古であると考えられている。
紀元前4千年期後半、ドニステル川とドニプロ川の間の地域では、トルィピーリャ文化（Трипільська культура）が発展した。トルィピーリャ人は、定住して農耕・畜産を営み、数百人の人口を持つ大きな集落で暮らしていた。彼らがウクライナで初めて犂、ドリルと銅加工技術を用いた人々であった。トルィピーリャ文化は東地中海文化圏に属していたと思われる。紀元前3千年期末になると、トルィピーリャ文化に変わって、青銅器時代の縄文土器文化（Культура шнуркової кераміки）と竪穴墓文化（Ямна культура）という新たな文化が誕生した。前者は農耕文化で、中央・東ヨーロッパにも広がり、ウクライナの森林地帯・森林草原地帯までに及んでいた。後者は畜産文化で、草原地帯を中心に黒海北部から裏海北部まで拡大していた。縄文土器文化の人々はインド・ヨーロッパ語族のゲルマン人・バルト人とスラヴ人の祖先になったが、竪穴墓文化の担い手のウクライナ南部の遊牧民の祖先となったと推測される。
紀元前2千年期末から紀元前1千年期に、ウクライナにおける縄文土器文化はトシーネツィ・コマリーウ文化 （Тшинецько-комарівська культура）とビロフルーディウカ文化（Білогрудівська культура）へ移行したが、竪穴墓文化は校倉造墓文化（Зрубна культура）によって入れ替わった。校倉造墓文化の人々は畜産の遊牧民で、インド・ヨーロッパ語族のイラン語派に属していた。紀元前15世紀以後、彼らからキンメリア人、スキタイ人、サルマタイ人などが分かれたと考えられる。
キンメリア人は、ホメーロスの『オデュッセイア』を初めとする古記録・古史料で見られるウクライナの最初の民族である。ホメーロスは黒海北岸の地を「キンメリア人の地」と呼んでいる。
キンメリア人は伝統的な牧蓄を行いながら、紀元前10世紀から鉄生産技術を発展させ、周辺の地域を自らの支配下に置いた。紀元前8世紀から紀元前7世紀にかけて、力を蓄えたキンメリア人は、小アジア半島の都市を略奪するため度々に遠征に出兵した。しかし、紀元前7世紀末期になると、キンメリア人の東に住んでいたスキタイ人はキンメリア人を黒海北岸から西方へ追い出した。

### スキタイ・サルマタイ

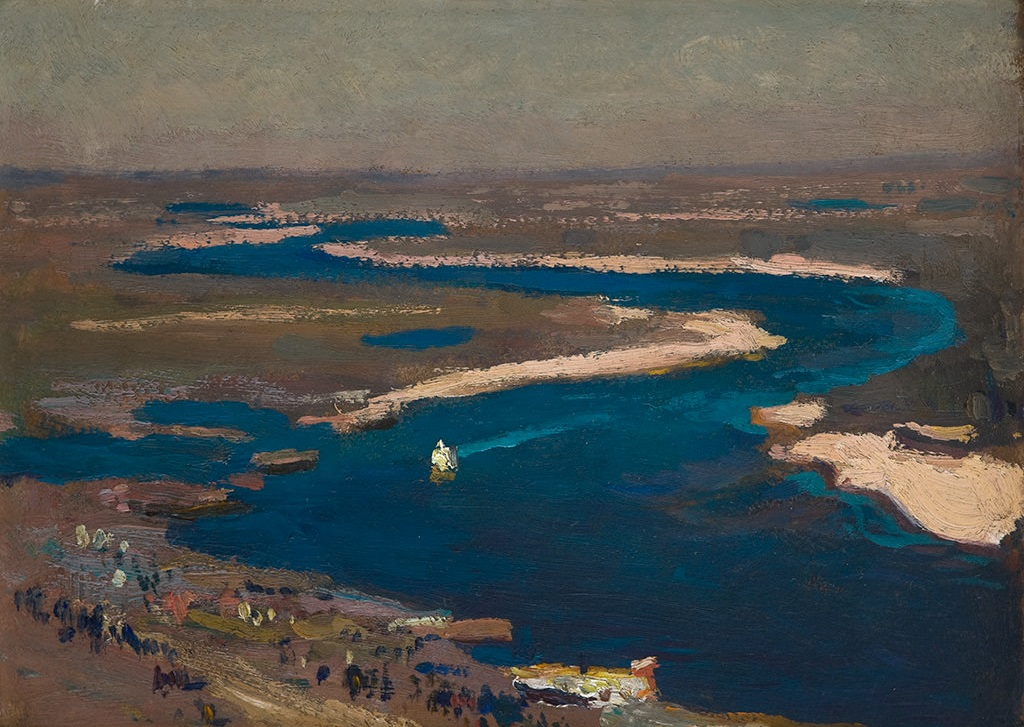
様々な民族による支配が行われた黒海にそそぐドニエプル川（ヤン・スタニスワフスキ画、1904年）。

イラン系の遊牧騎馬民族が中央アジアから進出し、カスピ海東岸・黒海東北岸のキンメリア人を追いやったのは紀元前750年から紀元前700年ごろのことである。新アッシリア帝国の王エサルハドンの年代記にはアシュグザーヤという名で記されているが、ギリシアやローマの著述家は専ら彼らをスキタイと呼称していた。ヘロドトスは『歴史』のなかで、ドニエプル川河口を支配していたスキタイ人について、町も城塞も築かず、牛や馬に引かせた幌馬車で移動している民族として語っており、その土地は牧草に富んだ水の豊かな平原で、川からは多くの魚類を産出したとしている。しかしながらスキタイ人は文字を残しておらず、その社会構造や政治システムなどは不明な点が多い。かつてスキタイ人がウクライナの地を支配していたのは事実であるが、後世のロシア（ソ連）やウクライナの歴史においては異質な存在とされており、ウクライナにおける「自分たちの歴史」としてみなしていない面もある。
スキタイ人は肥沃な大地から産出される小麦を元にギリシアとの交易により栄華を極めたが、紀元前4世紀頃より進出してきたイラン系の民族であるサルマタイ人によりドニエプル川流域を追われ、紀元前2世紀頃にはクリミア半島へと移動を余儀なくされた。サルマタイ人による支配は3世紀頃まで続き、その後はゴート族（3世紀半ばから4世紀末まで）、フン族（4世紀後半から6世紀半ばまで）、アヴァール族（6世紀半ば）、ブルガール族（6世紀末から7世紀半ば）といった諸民族による支配が断続的に続いた。

## 中世

### キエフ大公国
6世紀後半に入ると東スラヴ人がキエフ周辺を支配するようになった。『原初年代記』には、東スラヴ人の中のポリャーネ氏族であった三人の兄弟（キー、シチェク、ホリフ）および彼らの妹であるルイベジにより、この地に町が作られ、キエフと名付けられたと記されている。
一方、ノヴゴロドの地ではルーシ族の首長リューリクが一族を引き連れて到来し、ノヴゴロド公としてリューリク朝を興した。キエフの町はリューリク朝の貴族アスコルドとディルによって征服されたが、彼らは882年にリューリクの息子イホルの後見人オレフによって討たれた。オレフは近隣の諸部族を従属させ、この地を統治しキエフ公を名乗り、都をノヴゴロドからキエフへと移した。こうしてノヴゴロドからキエフに至る広大な地を統治する国家（キエフ大公国）が誕生した。
正式な国号はルーシ（ウクライナ語: Русь）で、日本語名はその大公座の置かれたキエフに由来する。10世紀までにキリスト教の受容によってキリスト教文化圏の一国となった。11世紀には中世ヨーロッパの最も発展した国の一つであったが、12世紀以降は大公朝の内訌と隣国の圧迫によって衰退した。1240年、モンゴル来襲によってキエフは落城し、事実上崩壊した。

### ハールィチ・ヴォルィーニ大公国
ハールィチ・ヴォルィーニ大公国（ウクライナ語: алицько-Волинське князівство）は、1199年から1349年の間に現在の西ウクライナを中心として存在したリューリク朝のルーシ系国家である。13世紀の半ば、その大公国はモンゴルの侵略を受けたキエフの公朝の後継者となり、キエフ・ルーシの政治、伝統、文化などを受け継いだ主な国家となった。その国家は、ローマ教皇を始め、中世ヨーロッパの諸国の援助の元に反モンゴルの先陣の役割を果たしていた。ハールィチ・ヴォルィーニ大公国はルーシ系の諸公国の中で最も大きい公国の一つであった。その領土は、現在の西ウクライナ、西ベラルーシ、東ポーランド、北東ハンガリー、モルドヴァを含めていたが、政治的・経済的・文化的中心はヴォロディームィル、ハールィチそしてリヴィウという西ウクライナの3つの都市にあった。君主の力が弱く、ボヤーレと呼ばれた貴族の影響力が非常に強かったため、国家は常に内乱に陥りやすい状態にあった。1340年に大公朝が絶えると、貴族は一時的に国を支配するようになったが、隣国の圧力に対してうまく抗することができなかった。
その後、ポーランド王国とリトアニアの諸公の軍勢によって侵略され、分割された（ハールィチ・ヴォルィーニ戦争）。
領土の帰属問題は半世紀にわたって東ヨーロッパ情勢の不安定要因だったが、1392年、最終的にハールィチ公国はポーランド王国領となり、ヴォルィーニ公国はリトアニア大公国の支配下に置かれた。

## 近代・現代

### ウクライナ人民共和国・西ウクライナ人民共和国
1917年のロシア革命を機にウクライナは幾つもの勢力が独自の政府を組織して独立を宣言したが、いずれの勢力も互いに、またペトログラートのボリシェヴィキ革命政府と対立し、特に十月革命以降激しい内戦状態に陥った。これをロシア側ではロシア内戦と呼ぶ「ロシアの内戦」に包含しており、「ロシア内戦のウクライナ戦線」などと呼ばれているが、ウクライナではウクライナ内戦と呼ぶ。同時に、ボリシェヴィキとの戦闘をウクライナ・ソビエト戦争と呼ぶ。
主要な国家としては、中部ウクライナから東ウクライナにかけてウクライナ人民共和国、西ウクライナに西ウクライナ人民共和国が成立した。
十月革命時の最大勢力はキエフを首都とするウクライナ中央ラーダのウクライナ人民共和国で、臨時政府派、ボリシェヴィキが続いた。第三勢力のボリシェヴィキと共同して第二勢力の臨時政府派を潰した中央ラーダは、その後ボリシェヴィキの宣戦布告を受け戦争状態に入った。1918年1月には中央ラーダは首都を追われジトーミルで体勢を立て直した。2月に中央同盟国とブレスト＝リトフスク条約を締結したウクライナ人民共和国は、独・墺軍と共同してボリシェヴィキを一挙に壊滅し、クリミア半島に至る広大な領土を手にした。
1918年4月にドイツ帝国の軍事力を背景としたヘーチマンの政変が起こされ、国号はウクライナ国に改められた。同国は安定した発展を見せたが、ドイツ帝国の連合国への降伏により事態は一転、ウクライナ国政府はディレクトーリヤ勢力に敗れ、ディレクトーリヤはウクライナ人民共和国を復活させた。
一方、西ウクライナでは、1918年にウクライナ国民ラーダがリヴィウを首都とする西ウクライナ人民共和国を成立させた。しかし、右岸ウクライナの併合を目論むポーランドとの戦争に敗れ、翌1919年に同共和国領はポーランドに併合された。また、1919年2月からポーランドとウクライナ人民共和国によるボリシェヴィキ政府との戦いであるポーランド・ソビエト戦争と呼ばれる戦争が始められたが、その主戦場となったのはウクライナ地方であり、第一次世界大戦時の連合国各国派遣軍やドイツ帝国軍なども加わって激しい戦闘が繰り返された。
一方のウクライナ人民共和国もかつての勢いを取り戻すことができず、その後ウクライナは全土で内戦状態に陥った。主な勢力としては、「不可分の大ロシア」を標榜した帝政派の南ロシア軍など白軍（白衛軍）、黒海より侵入し「不可分のロシア」への支持から白軍を支援したフランス軍やイギリス軍、アナキストのネストル・マフノ率いるマフノ運動と呼ばれる農民アナキズムのウクライナ革命蜂起軍、ベッサラビア方面に侵攻したルーマニア軍、西部より侵攻したポーランド軍、そしてロシア・ボリシェヴィキとボロチビストなどのウクライナ・ボリシェヴィキがあった。
マフノ運動は一時期、ボリシェヴィキの赤軍や白軍を放逐した。ウクライナ人民共和国は、マフノ軍や白軍との戦いで消耗し、赤軍に対抗するためポーランドと連合した。ポーランド参戦以降のウクライナの戦いをポーランド・ソビエト戦争と呼ぶことがある。しかし、ポーランドの裏切りや軍隊内での伝染病の発生によりウクライナの命運は尽きた。中央ラーダ・ディレクトーリヤの残存勢力は、国外へ逃れ亡命ウクライナ人民共和国政府を立ち上げた。
一方、ウクライナ・ボリシェヴィキは、当初はモスクワのボリシェヴィキからは独立した組織であったが、次第にモスクワの支配下に置かれるようになっていった。白軍は一時はモスクワに迫るほどの勢力を持ったが、マフノ軍との戦いによる消耗と英仏軍の干渉の失敗により赤軍に敗れた。
ウクライナの独立勢力の全てが「反ボリシェヴィキ」で一致していたにも拘らず、互いに協力せず潰し合いとなった最大の原因は、白軍の掲げた「不可分のロシア」という政策と反社会主義思想が原因であったとされる。また、マフノ軍はアナキストでありながら主に赤軍に協力して強大な白軍勢力を漸減したことも、赤軍勝利の大きな要因であった。マフノ運動賛同者は、最終的には赤軍によって老若男女ほぼ皆殺しにされた。
1922年にかけて共産主義のロシアに対して強く抵抗したので、ソ連の政権が「ウクライナ人の問題」を解決するために、ウクライナ人が住む地域において人工的な大飢饉を促した。1933年に「ヨーロッパの穀倉」といわれたウクライナではホロドモールによって数百万人が餓死した。
内戦は最終的には1921年の白軍の壊滅により終結したが、ウクライナでは1919年のウクライナ社会主義ソビエト共和国の成立を経て、1922年にはロシア・ソビエト連邦社会主義共和国や白ロシア・ソビエト社会主義共和国とともにソビエト連邦を結成した。当初はウクライナ政府にもある程度の意思決定権が与えられていたが、それは徐々に制限されるようになり、結局ソ連の結成によりまたもやウクライナの独立は失われることとなった。ロシアにとってウクライナは全ての産業の中心地であり、手放すわけにはいかなかった。また、内戦の終結後西部のハルィチナー地方など一部地域はポーランド領となった。ルーマニアはウクライナの一部の併合により「大ルーマニア」の夢を達成した。

### ウクライナ社会主義共和国

#### 第二次世界大戦始まる
第二次世界大戦が始まった1939年、ソ連はポーランドに侵攻し、占領した西ウクライナをウクライナに組み入れた。その中で一時カルパト・ウクライナの独立が宣言されたが、ドイツは同盟国であるハンガリーへその領土を組み込んだ。1941年以降の独ソ戦で赤軍が敗走を続ける中、キエフ包囲戦において、66万人以上のソ連軍兵士が捕虜となった。

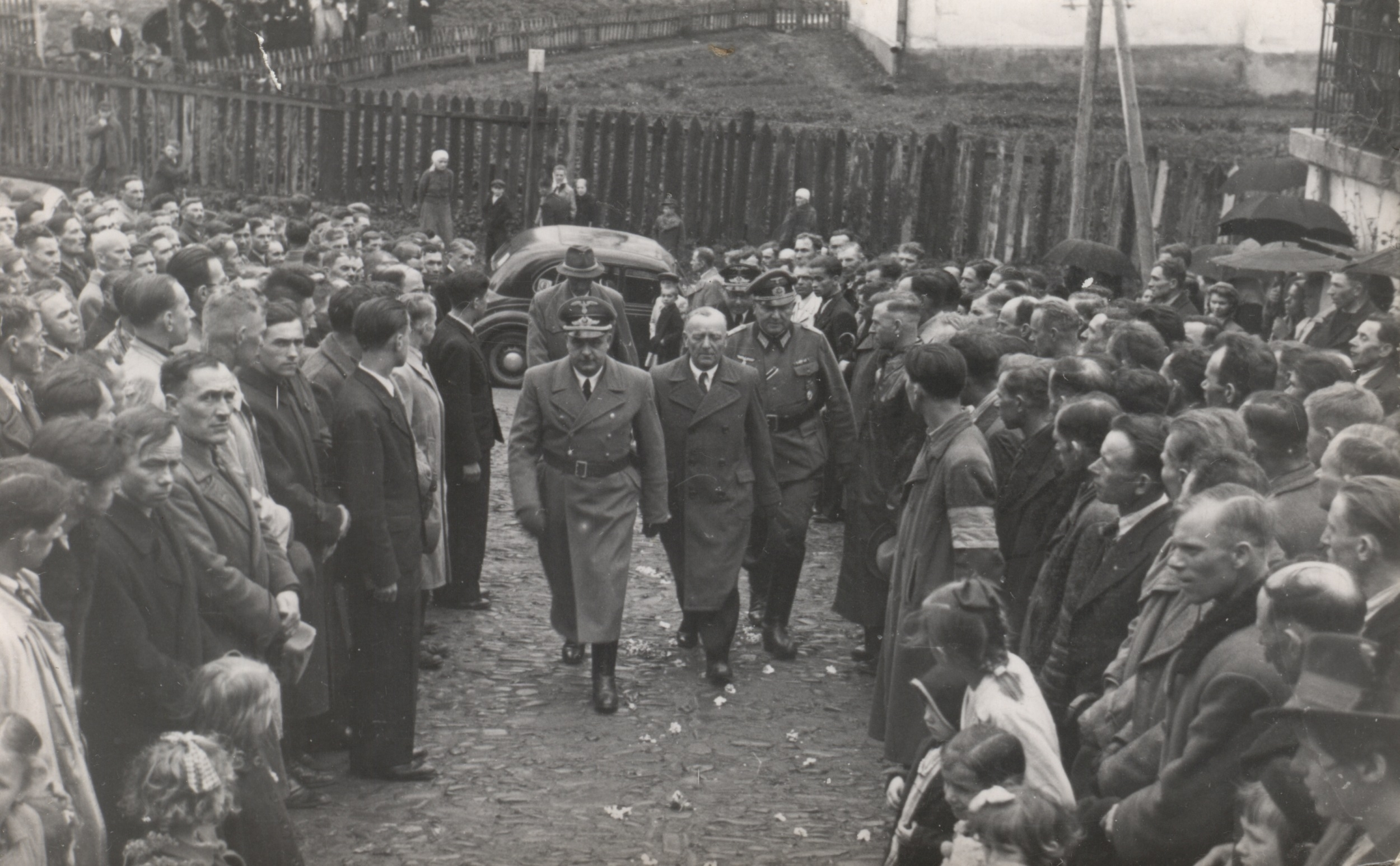
武装親衛隊へのウクライナ人の志願者
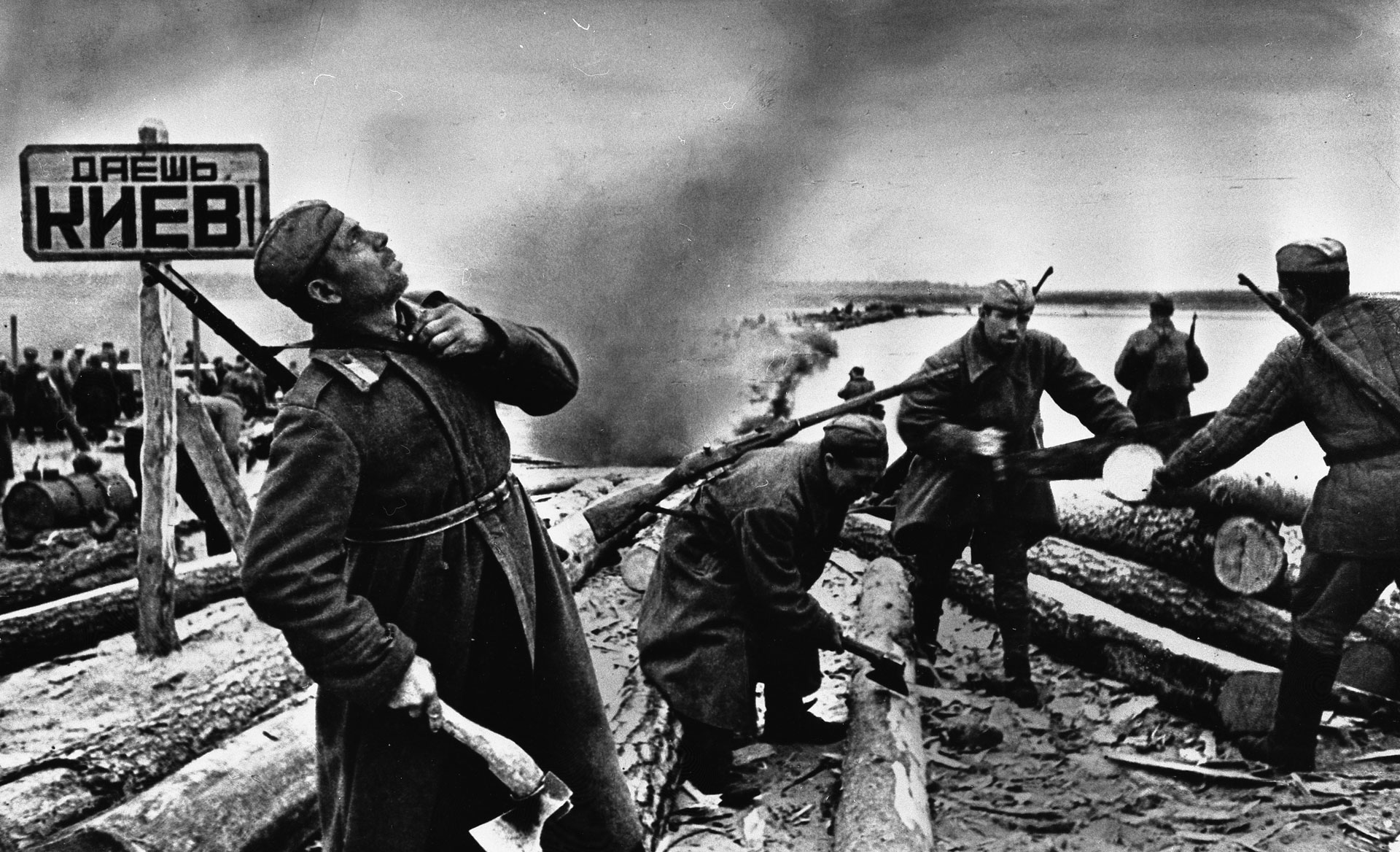
ソ連側で戦ったウクライナ人の兵士

1941年のナチス・ドイツとソ連の開戦は、スターリンの恐怖政治に怯えていたウクライナ人にとって、一時的に解放への期待が高まることになった。ドイツ軍は当初「解放者」として歓迎された面もあり、ウクライナ人の警察部隊が結成された。独ソ戦では、ウクライナも激戦地となり、500万以上の死者を出した（ソ連の内務人民委員部（NKVD）はウクライナから退却する際に再び大量殺戮を行っている）。
しかし、彼らの目的であるウクライナの政治的・文化的独立は、ソ連のみならずドイツ側からも弾圧された。かねてより独立活動を行ってきたウクライナ民族主義者組織 (OUN) が1941年6月にウクライナ独立国の独立を宣言した際には、ドイツは武力でこれを押さえ込もうとした。ドイツは、「ウクライーネ国家弁務官区」を設置しナチス親衛隊が直接統治を行うこととした。
ウクライナ人は「劣等人種」と見なされ数百万の人々が、「東方労働者」としてドイツへ送られて強制労働に従事させられた。またウクライナに住むユダヤ人は全て絶滅の対象になった。ドイツの占領などによる大戦中の死者の総数は、虐殺されたユダヤ人50万人を含む700万人と推定されている。人だけでなく、穀物や木材などの物的資源も略奪され、ウクライナは荒廃した。このドイツ軍の暴虐にウクライナ人農民は各地で抵抗し、やがて1942年10月、ウクライナ蜂起軍（UPA）が結成されるに至る。主に西ウクライナにおいて、テロ活動などでドイツ軍と戦った。UPAが活動を活発化させればさせるほど、ドイツ軍もウクライナ人迫害の手を強めた。
一方でドイツ軍は、1943年春にスターリングラード攻防戦で決定的な大敗北を喫すると、自らの軍隊に「東方人」を編入させようとして、武装親衛隊(武装SS)にウクライナ人部隊「ガリツィエン師団」を創設した（この時期、武装親衛隊はウクライナ人だけでなく、多数の外国人を採用している）。ウクライナ人たちも、ドイツ支配下のウクライナの待遇が改善されること（自治・独立）を希望し、約8万人のウクライナ人が応募、そのうち1万3千人が採用された。ガリツィエン師団以外にも、多くのウクライナ人が「元ソ連軍捕虜」としてドイツ軍に参加している。しかしそれらを圧倒的に上回る数のウクライナ人が「ソ連兵」としてナチス・ドイツと戦い戦死した。当時のソ連軍兵士1100万人のうち、4分の1にあたる270万人がウクライナ人であった。
やがて、ドイツが敗走して再びソ連軍がやってくると、ウクライナ蜂起軍（UPA）は破滅的な運命を辿る。

#### 第二次世界大戦後
戦後、ソ連はポーランドやチェコスロヴァキアと共同軍事行動をUPAに対して起こし、ポーランドでは国内のウクライナ人を強制退去させる「ヴィスワ作戦」が行われた。戦後まもなくの東欧は、新しく引き直された国境線に従って大量の人々が無理やり移住させられる時期だった。ウクライナでも、ポーランドなどから追い出されたウクライナ人が大量に国内へ流入する一方で、多くの国内のポーランド人、ユダヤ人は国外へ強制退去させられ、国内からほとんど姿を消した。
ウクライナは第二次世界大戦において最も激しい戦場になったとされ、その傷跡は今日にまで各地に残されている。ドイツ空軍機による破壊は文化財にもおよび、多くの歴史的建造物が失われた。ソ連政府は、ウクライナ人への懐柔策として「南方戦線」と呼ばれていたこの地域の戦線を「ウクライナ戦線」と命名し、ウクライナ人を前線へ投入した。
第二次世界大戦後、ウクライナ社会主義共和国の国境は旧ポーランド領であったハリチナー地方などを併合して西に拡大し、ほとんどのウクライナ人が単一国家の下に統合された。ソビエト連邦内では、ロシアに次いで2番目に重要な共和国となり、「ソ連の穀倉」といわれた。

#### 戦後のロシア化から名誉回復まで
ソ連とは別に国連総会の議席を持っていたが、スターリン政権下では「ロシア化」が押し進められた。ソ連がフルシチョフ政権となると大粛清の犠牲となったウクライナ人の名誉回復がされ、1954年にクリミア半島がロシアからウクライナへ移管されウクライナ的な文学も登場した。しかし、ブレジネフ政権となると再び知識人への弾圧が行われた。また、1986年のチェルノブイリ原発事故は国内外に大きな被害を与えた。東欧革命やウクライナ語の公用化によりウクライナの民族運動は激化し、1991年8月にはウクライナの独立が宣言された。

#### ソ連からの独立後
2004年のオレンジ革命、2014年のマイダン革命、クリミア危機、親ロシア派騒乱など親欧米派と親ロシア派の対立が高まり2022年にはロシアによる全面侵攻に発展した。

## 地図

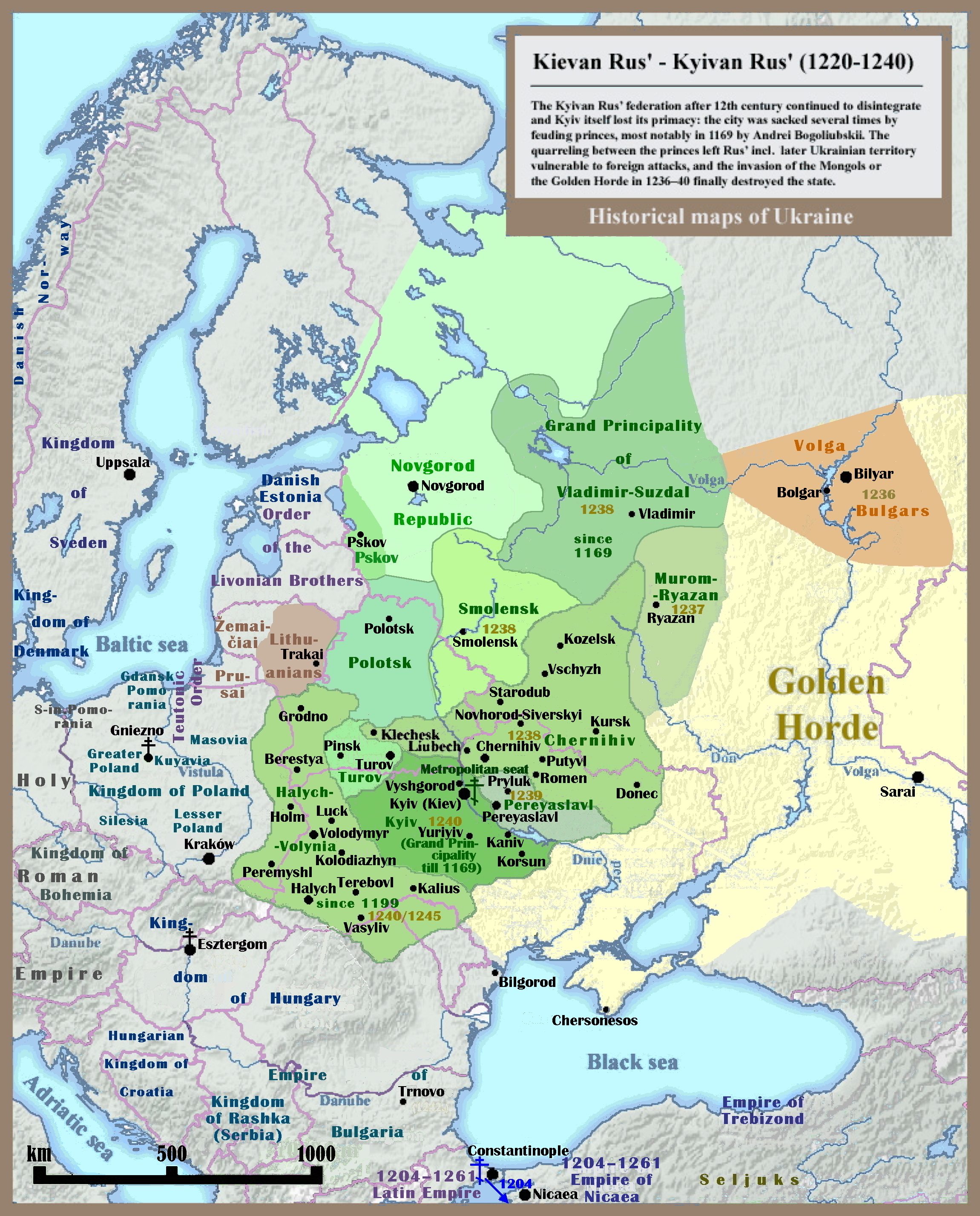
1220年‐1240年 南ルーシの諸国
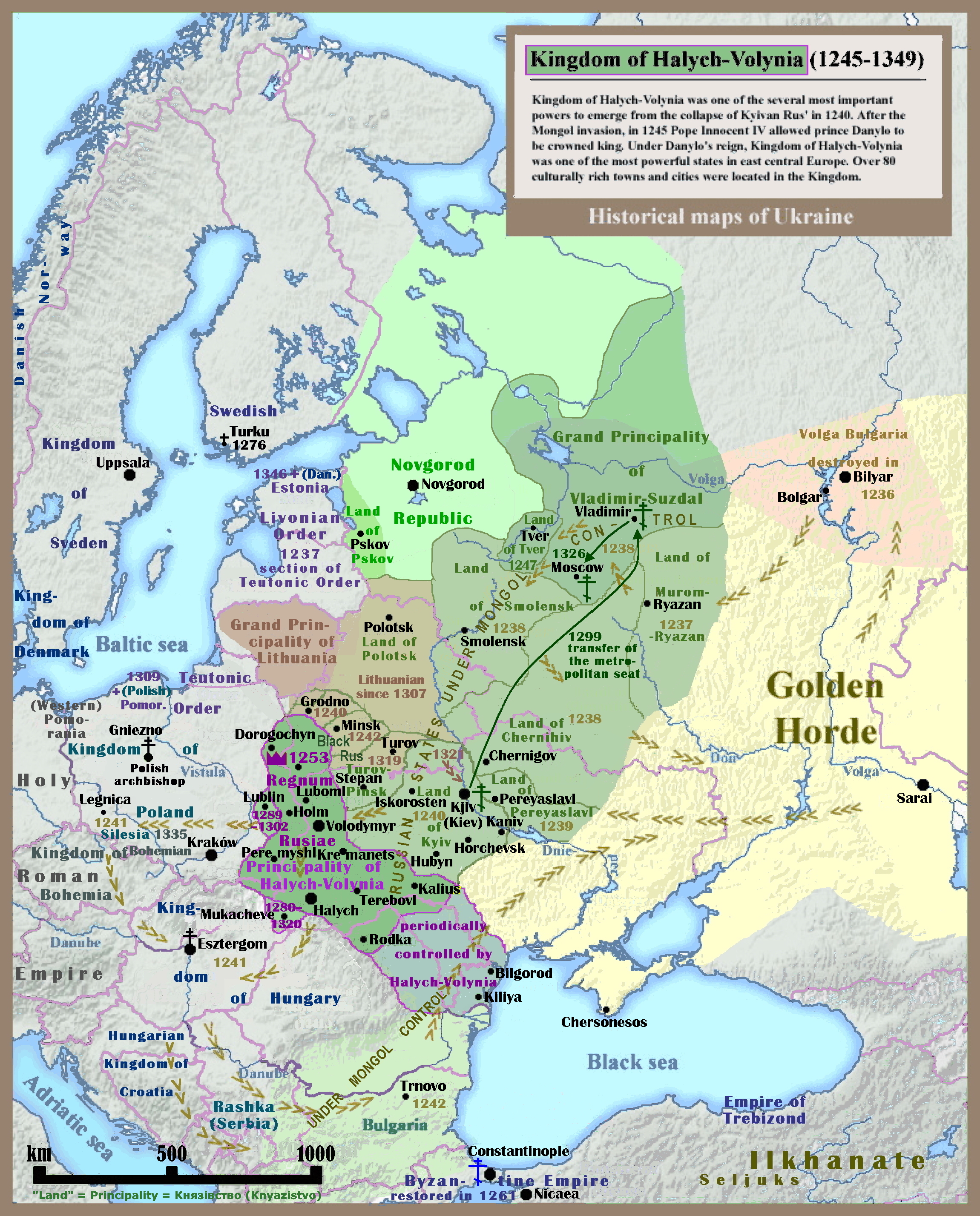
1245年‐1340年 ルーシ王国
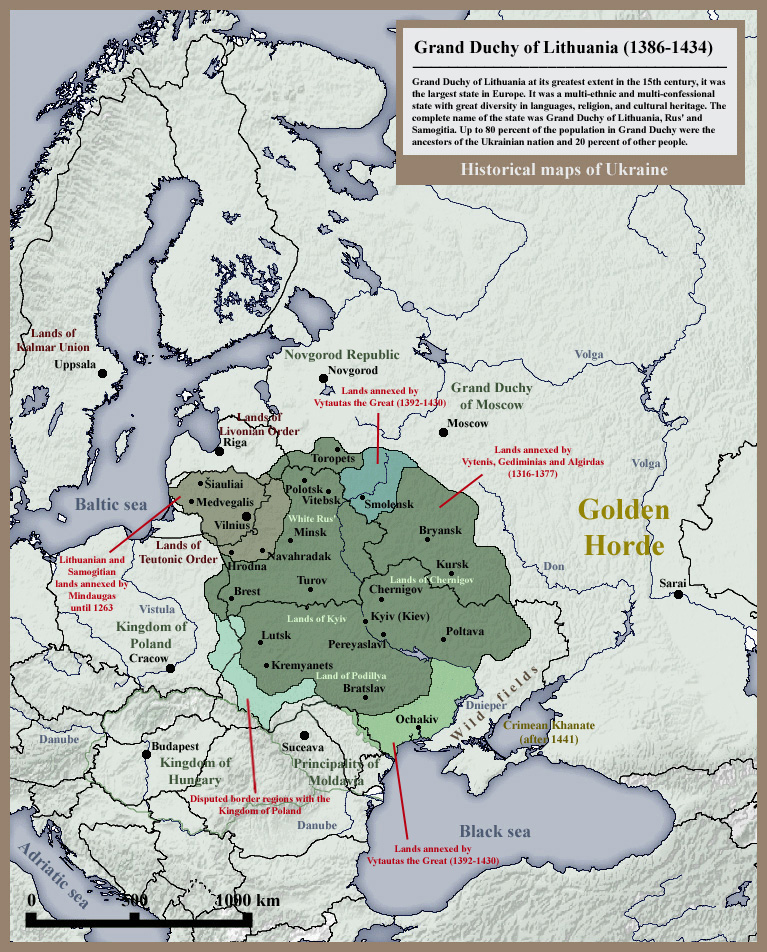
1434年 リトアニアのルーシ
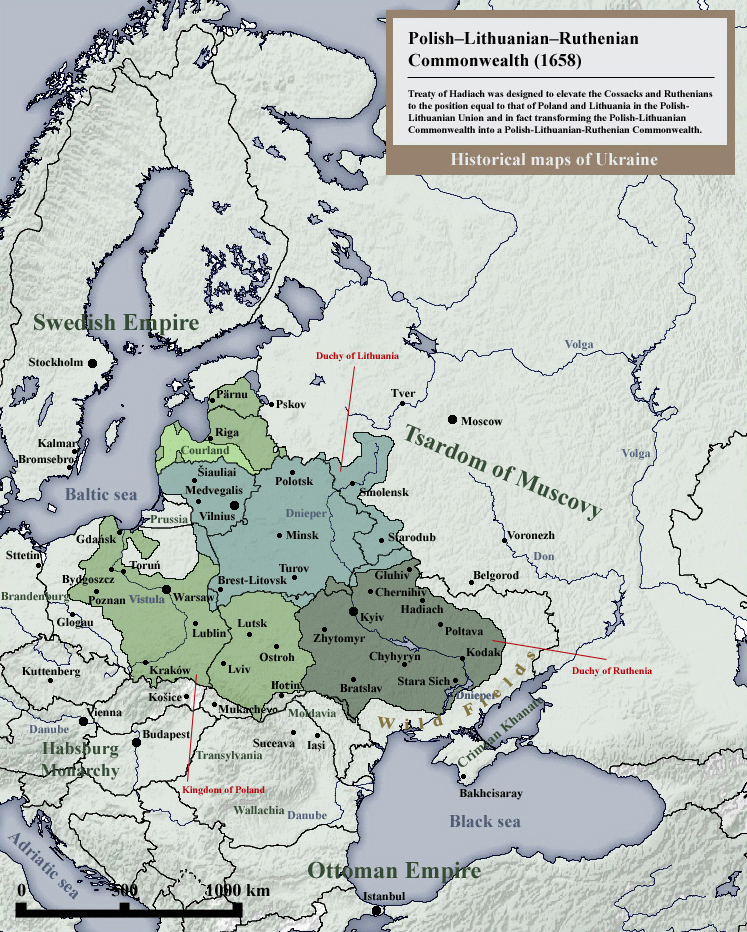
1658年 ルーシ大公国
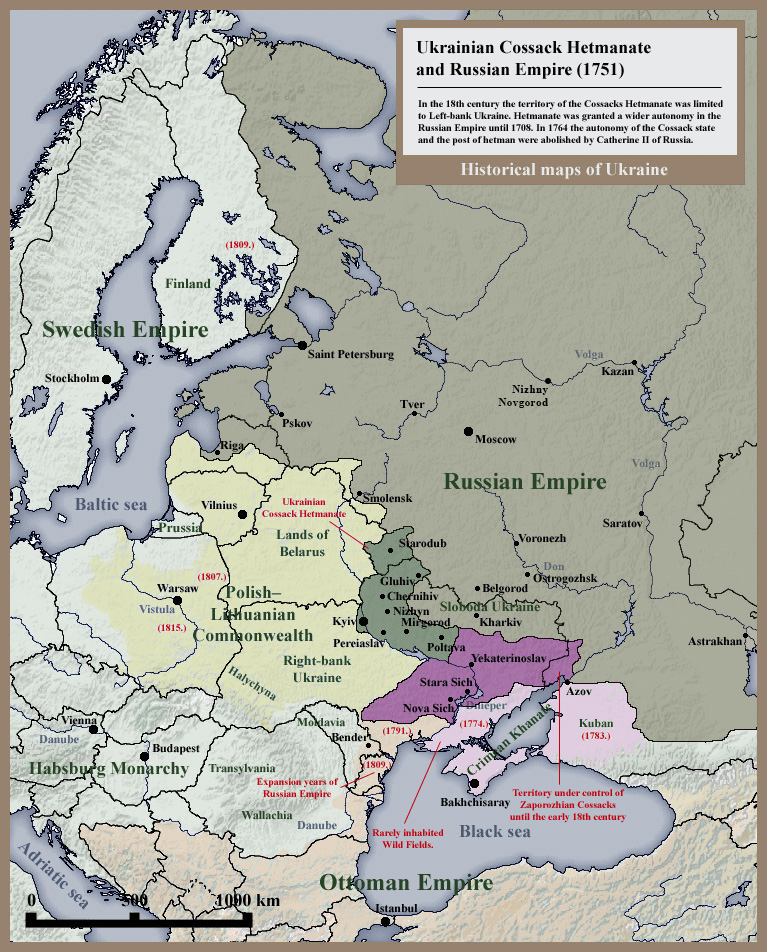
1751年 コサック国家 シーチ領域

## 年表

### 先史時代から近世まで
- 紀元前8世紀：スキタイ国家成立。
- 紀元前4世紀：サルマタイの進出。
- 1世紀：ゴート族、北欧からウクライナへ移動。
- 4世紀：スラヴ人の大移動。
- 5世紀末：キエフの創建。
- 6世紀：東スラヴ人、諸国を建国。
- 8世紀：東スラヴ人、ハザール汗国に臣従。
- 882年：ヴァイキングの頭領オレーグ公、キエフを支配するアスコルドとジールを滅ぼし、ウクライナの直系の祖にあたるルーシ（キエフ大公国）を建国する[13]。
- 957年：ルーシのオリガは、ビザンツ帝国のコンスタンティノポリスで受洗。ウクライナでキリスト教化が始まる[14]。
- 964年：オリガの子スヴャトスラーウ1世大公、ハザール汗国を亡ぼす
- 988年：オリガの孫ヴォロディーミル1世聖公、受洗して正式にキリスト教の国教化を進める[15]。
- 1037年：ヴォロディーミル1世の子ヤロスラーウ1世賢公、ルーシ法典を定める。
- 1037年：ヤロスラーウ1世賢公、ソフィア大聖堂を建立。
- 1113年：ヤロスラーウ1世の孫ヴォロディーミル2世大公、ルーシ法典を改善。
- 12世紀：ルーシ、諸公国に分かれる。キエフ、キエフ大公の地位が低下する[16]。
- 1199年：ヴォロディームィル2世の玄孫ロマン1世、西ウクライナでハールィチ・ヴォルィーニ大公国を建国[17]。
- 1223年：南ルーシの諸公軍とクマン人、カルカ河畔の戦いでモンゴル軍に敗北[18]。
- 1240年：モンゴル軍によりキエフが陥落[18]。ルーシの崩壊に伴ってハールィチ・ヴォルィーニ大公国がルーシの後継者となる[17]。
- 1246年：ロマン1世の子ダニーロ1世大公、モンゴル（ジョチ・ウルス）に臣従
- 1253年：ダニーロ1世、ローマ教皇インノケンティウス4世から王冠を受け、「ルーシの王」の称号を受ける。
- 1256年：ダニーロ1世、リヴィウを創建。
- 1340年：ユーリー2世の暗殺によりリトアニア大公国とポーランド王国がハールィチ・ヴォルィーニ大公国の相続権を主張し、ハールィチ・ヴォルィーニ継承戦争を開始。
- 1362年：リトアニア大公国、キエフを占領。青水の戦いでの勝利によりウクライナからモンゴルの撤退。
- 1392年：ハールィチ・ヴォルィーニ継承戦争の終結。ハールィチ・ヴォルィーニ大公国はリトアニア大公国とポーランド王国によって分割。
- 15世紀：イスラム教のクリミア・ハン国・オスマン帝国、南ウクライナを占領。イスラム教徒のクリミア・タタールによるウクライナへの奴隷狩りの開始[19]。
- 1434年：ポーランド王国、ウクライナ領での自治制を廃止し、ポーランド法制度を導入。
- 1470年：リトアニア大公国、ウクライナ領での自治制を廃止。
- 1492年：コサックについての記録が登場。ウクライナ・コサックの海軍がクリミア汗国の軍艦を襲う[20]。
- 1553年：ザポリージャのシーチ（コサックの根拠地）の創建。
- 1569年：ルブリン合同によりポーランド・リトアニア共和国の建国。ウクライナはポーランド王冠に併合[21]。ポーランドからユダヤ人の大移動[22]。
- 1572年：共和国の王ジグムント2世、登録コサックの制度を導入[23]。
- 1591年‐1593年：ポーランドに対するコサックの反乱（クリシトフ・コスィーンスキー）
- 1594年‐1596年：ポーランドに対するコサックの反乱（セヴェルィーン・ナルィヴァーイコ）
- 1596年：ブレスト合同によりウクライナ正教会が廃止。
- 1625年：ポーランドに対するコサックの反乱（マルコ・ジュマイロ）
- 1630年：ポーランドに対するコサックの反乱（タラス・フェドロヴィチ）
- 1632年：キエフ・モヒーラ学院創建[24]。
- 1648年‐1657年：対ポーランドのフメリニツキーの乱[25]。ヘーチマン国家誕生[26]。
- 1654年：ペラヤースラウ条約によりコサックがロシアの保護を受ける[21]。ロシア・ポーランド戦争開始。
- 1656年：ロシアによるペラヤースラウ条約の破棄。ヘーチマン国家、トランシルヴァニア公国・スウェーデン王国との同盟について外交交渉開始[27]。
- 1657年-1687年：ボフダン・フメリニツキーの死によるヘーチマン国家の内乱開始。
- 1658年：ロシア軍、ウクライナへ侵入。コサック、ハージャチ条約により「ルーシ大公国」としてポーランドの保護を受ける。
- 1659年：コサック軍、コノトプの戦いでロシア軍を破る。
- 1667年：コサックのウクライナはロシアとポーランドによって分割（アンドルソヴォ条約）[28]。
- 1672年：コサックの一部がオスマン帝国の保護を受ける。ポーランド・オスマン戦争（英語版）・露土戦争開始
- 1681年‐1686年：コサックのウクライナはロシアとオスマン帝国（バフチサライ条約）、そしてロシアとポーランド（永遠平和条約）によって再び分割。
- 1700年：ポーランド政府、右岸ウクライナでコサック自治制を廃止。ロシア政府、左岸ウクライナでコサック国家を存続させる[28]。
- 1702年‐1704年：右岸ウクライナでポーランドに対するコサックの反乱（セメン・パリイ）。
- 1708年：大北方戦争中、コサックがロシアから離脱してスウェーデン王国の保護を受ける[29]。
- 1709年：コサック軍、ポルタヴァの戦いでロシア軍に破れる[30]。ロシアによるウクライナの植民地化が始まる。
- 1754年：ロシア政府、ウクライナの税関の境界を廃止。
- 1768年6月‐1769年1月：右岸ウクライナにおいてハイダマーカによるコリーイの乱が勃発。ポーランド軍・ロシア軍によって鎮圧される。
- 1764年：ロシア政府、コサックのヘーチマン政府を廃止し、ウクライナを統治するために「小ロシア省」を設置。
- 1775年：ロシア政府、ザポリージャのシーチ（コサックの根拠地）を破壊。ザポロージャ地方、ロシアに併合。コサックの一部は帰農。その他のコサックはオスマン帝国へ逃亡し、ドナウ川のシーチとして1828年まで存続[31]。
- 1781年：ロシア政府、コサックの自治制を廃止、コサック領内にロシアの行政区分を設置。
- 1783年：クリミア・ハン国、ロシアに併合[32]。ロシア政府、ウクライナでロシアの農奴制を導入。
- 1795年：ポーランド分割によりウクライナ人（ルーシ人）の住居地域はハプスブルク帝国とロシア帝国の間に分けられる[33]。
- 1834年：キエフ大学開校[34]。ロシア語の教育導入。
- 1840年：タラス・シェウチェンコの『コブザーリ』刊行[35]。
- 1848年：オーストリアでの1848年革命によりウクライナ民族解放運動が活発になる[36]。
- 1853年-1856年：クリミア戦争でクリミア半島が戦場になる[37]。
- 1861年：ロシア政府、農奴制を廃止[38]。ウクライナ人の一部がコーカサス地方、シベリア地方、沿海州へ移動[39]。
- 1863年：ロシア政府、文学作品を除きウクライナ語の書物の出版・流通を禁止（ヴァルーエフ指令）[40]。
- 1876年：ロシア政府、ウクライナ語の書物の出版・流通・輸入を禁止。ウクライナ語の教育禁止（エムス法）[40]。
- 1914年：第一次世界大戦。ロシアがオーストリア＝ハンガリー帝国へ侵入。西ウクライナが戦地となる[41]。

### ロシア革命からソビエト連邦時代まで
- 1917年2月：2月革命によりロシア帝政が崩壊し、ロシア臨時政府が成立[41]。
- 1917年3月：キエフでウクライナ中央ラーダ成立[42]。
- 1917年10月：10月革命によりロシア臨時政府が崩壊し、ボリシェヴィキによるソヴィエト政権が成立[43]。ウクライナ・ソビエト戦争勃発。
- 1917年11月：ウクライナ人民共和国樹立宣言[44]。
- 1918年1月：ウクライナ中央ラーダ、ウクライナ人民共和国独立宣言[45]。
- 1918年2月8日：ソビエト軍、キエフを占領。
- 1918年2月9日：ブレスト＝リトフスクで、ウクライナ人民共和国とドイツ・オーストリアの間に条約完結。
- 1918年2月‐3月：ドイツ軍、ウクライナの解放開始。赤軍の撤退によりウクライナ中央ラーダがキエフ帰還。
- 1918年4月：ドイツ軍の占領地域でパヴロ・スコロパツキー大将の政権が成立[46]。国号はウクライナ国となる。
- 1918年10月19日：オーストリア＝ハンガリー帝国の解体に伴い、ガリツィア・ブコビナ地方で西ウクライナ人民共和国独立宣言。
- 1918年11月1日：フランスの支援を受けてポーランド共和国が西ウクライナへ侵入し、ウクライナ・ポーランド戦争勃発。
- 1918年12月19日：蜂起によりスコロパードシキーの政権が倒され、執政内閣政権が成立。国号は再びウクライナ人民共和国。ソビエト・ウクライナ戦争再開。
- 1919年1月6日：ハルキウでソビエトの傀儡政権としてウクライナ社会主義ソビエト共和国樹立宣言。首都はハルキウ。
- 1919年1月22日：キエフでウクライナ人民共和国と西ウクライナ人民共和国との併合（統一の日）。
- 1919年2月5日：ソビエト軍、キエフを占領。
- 1919年7月18日：ポーランド軍、西ウクライナを占領。
- 1920年4月21日：ポーランド政府、ウクライナ人民共和国の亡命政府（シモン・ペトリューラ）と攻守同盟を完結。
- 1920年4月25日：ポーランド・ソビエト戦争開始。ウクライナは戦場となる。
- 1921年3月18日：リガ条約により、ポーランド・ソビエト戦争終結し、西ウクライナはポーランド領、その他はソビエト領となる。
- 1922年12月：ソ連邦結成。ウクライナ社会主義ソビエト共和国はその一員となる[46]。
- 1923年：ウクライナ化政策採択[47]。
- 1929年：ウィーンでウクライナ民族主義者組織（OUN）結成[48]。
- 1929年9月4日：ウクライナ語の新正書法を制定。
- 1929年12月：ソ連領ウクライナで農業集団化開始。
- 1930年1月：ソ連領ウクライナでウクライナ独立正教会解散。
- 1930年9月16日：ポーランド領ウクライナで「鎮圧」政策開始。ポーランド政府によるウクライナ人への弾圧強化。
- 1932年12月‐1933年3月：ソ連領ウクライナ全域とウクライナ人在住地域で人工的な大飢饉（ホロドモール）。
- 1934年：ソ連領ウクライナの首都がハルキウからキエフへ移る[49]。
- 1954年：クリミア半島がロシアからウクライナへ移管される[49]。
- 1986年4月26日：チェルノブイリ原子力発電所事故発生[50]。

### 独立以降
- 1991年8月24日：ソ連より独立宣言[51]。
- 2004年11月-2005年1月：オレンジ革命。
- 2008年2月：世界貿易機関加盟[46]。
- 2014年2月18日-23日：尊厳の革命による親ロシア政権打倒。
- 2014年3月：ロシアのクリミア併合宣言[52]。
- 2014年5月12日：ドネツク人民共和国・ルガンスク人民共和国の独立宣言。
- 2021年3月：ロシア・ウクライナ危機の発生。
- 2022年2月21日：上記の二カ国をロシアが承認。
- 2022年2月24日：ロシアによるウクライナ侵攻開始。